# 漢密爾頓 (密西西比州)
漢密爾頓（英語：Hamilton）是位於美國密西西比州門羅縣的普查規定居民點。

## 人口
根據2020年美國人口普查的數據，漢密爾頓的面積為8.16平方千米，當中陸地面積為8.11平方千米，而水域面積為0.05平方千米。當地共有人口404人，而人口密度為每平方千米49.51人。